# Alan Ritchson
Alan Michael Ritchson (* 28. listopadu 1982 Grand Forks, Severní Dakota) je americký herec, zpěvák a bývalý model.
V televizi debutoval rolí Aquamana / Arthura Curryho v superhrdinském seriálu Smallville (2005–2010) stanice The CW, kde hostoval mezi pátou až desátou řadou. Známým se stal ztvárněním Thada Castla v sitcomu Borci z Blue Mountain State (2010–2011), který se věnoval univerzitnímu týmu amerického fotbalu. Následně se představil v hlavní úloze losangeleského policisty Arthura Baileyho v akčním sci-fi seriálu Blood Drive (2017) na kanálu Syfy. V roce 2018 se vrátil jako Hank Hall v superhrdinském seriálu Titans na streamu DC Universe. Po odchodu z titanského projektu v roce 2021 přijal titulní postavu v krimiseriálu Jack Reacher na službě Prime Video.
Ve filmu si zahrál Glosse v sequelu Hunger Games: Vražedná pomsta (2013). Režijním debutem se stala akční komedie Dark Web: Cicada 3301 z roku 2021, v níž se obsadil do role agenta Carvera.

## Soukromý život
Narodil se roku 1982 v severodakotském Grand Forks do rodiny středoškolské profesorky Vickie Ritchsonové a hlavního vrchního seržanta amerického letectva Davida Ritchsona. České kořeny má po babičce z matčiny strany Barbaře Jean Guidosové, která byla dcerou pensylvánských rodičů českého původu Stephena Andrewa Guidose a Veroniky W. Kamickové. Je druhým ze tří bratrů a sám otcem tří synů Calema, Edana a Amoryho Tristana, kteří se narodili do manželství s Catherine Ritchsonovou. Během dětství se rodina nejdříve přestěhovala do illinoiského Rantoulu. V jeho deseti letech se pak usadila na severu Floridy v Niceville, kde absolvoval střední školu. V letech 1999–2003 vystudoval Okaloosa Walton Community College, později součást Northwest Florida State College, na níž získal titul Associate of Arts (AA). Na škole byl členem sboru Soundsations a madrigalistů při oddělení krásných umění. Účinkoval ve čtyřech letních muzikálech.

## Filmografie

### Film
| Rok  | Název                                     | Role                   | Poznámky                            |
| ---- | ----------------------------------------- | ---------------------- | ----------------------------------- |
| 2006 | The Butcher                               | Mark                   |                                     |
| 2007 | Steam                                     | Roy                    |                                     |
| 2008 | Liga spravedlivých: Nová hranice          | Arthur Curry / Aquaman | hlasová role; vydáno přímo na video |
| 2008 | Rex                                       | Chase                  |                                     |
| 2009 | Loudilové                                 | Bruce                  |                                     |
| 2013 | Hunger Games: Vražedná pomsta             | Gloss                  |                                     |
| 2014 | Želvy Ninja                               | Raphael                |                                     |
| 2015 | Dokonalý svědek s.r.o.                    | Kip Loyola / Carew     |                                     |
| 2016 | Lazer Team                                | Adam                   |                                     |
| 2016 | Blue Mountain State: The Rise of Thadland | Thad Castle            |                                     |
| 2016 | Želvy Ninja 2                             | Raphael                |                                     |
| 2018 | Office Uprising                           | Bob                    |                                     |
| 2019 | Above the Shadows                         | Shayne                 |                                     |
| 2019 | The Turkey Bowl                           | Ronnie Best            |                                     |
| 2020 | Ghosts of War                             | Butchie                |                                     |
| 2021 | Dark Web: Cicada 3301                     | Agent Carver           |                                     |
| 2024 | The Ministry of Ungentlemanly Warfare     | Anders Lassen          |                                     |

### Televize
| Rok       | Název                         | Role                       | Poznámky                                                                        |
| --------- | ----------------------------- | -------------------------- | ------------------------------------------------------------------------------- |
| 2004      | American Idol                 | sám sebe                   | díl 3.1                                                                         |
| 2005–2010 | Smallville                    | Arthur Curry / Aquaman     | 4 díly                                                                          |
| 2006      | Tenkrát a dnes                | armádní důstojník          | televizní film                                                                  |
| 2009      | Head Case                     | —                          | díl: „Tying the... Not“                                                         |
| 2009      | Nora Roberts: Prokletá zátoka | Lucian Manet               | televizní film                                                                  |
| 2010–2011 | Borci z Blue Mountain State   | Kevin Devlin „Thad“ Castle | hlavní role                                                                     |
| 2010      | Kriminálka Miami              | Paul Arnett                | díl: „Spring Breakdown“                                                         |
| 2011      | 90210: Nová generace          | Tripp Wilson               | díl: „The Enchanted Donkey“                                                     |
| 2012      | Fred: The Show                | Expired Cow                | díl: „Expired Cow“                                                              |
| 2013      | Hawaii 5-0                    | Freddie Hart               | díl: „Olelo Paʻa“                                                               |
| 2014      | The Rebels                    | Tyler Stokley              | díl: „Pilot“                                                                    |
| 2014      | Nová holka                    | Matt                       | díl: „Micro“                                                                    |
| 2014      | Infomercials                  | Kent Ross                  | díl: „Alpha Chow“                                                               |
| 2015      | I Can Do That                 | sám sebe                   | soutěžící                                                                       |
| 2015      | Workaholics                   | Troy Torpey                | díl: „Speedo Racer“                                                             |
| 2016      | Černé zrcadlo                 | Paul                       | díl: „Nosedive“                                                                 |
| 2017      | Blood Drive                   | Arthur Bailey              | hlavní role                                                                     |
| 2018–2021 | Titans                        | Hank Hall / Hawk           | vedlejší role (1. řada); hlavní role (2.–3. řada)                               |
| 2018      | Alexa a Katie                 | Robbie                     | díl: „Thanksgiving“                                                             |
| 2019      | Brooklyn 99                   | mladý Norm Scully          | díl: „Hitchcock & Scully“                                                       |
| 2019      | Supergirl                     | Hank Hall / Hawk           | hostující role, neuveden v titulcích díl: „Crisis on Infinite Earths: Part One“ |
| 2020      | Legendy zítřka                | Hank Hall / Hawk           | cameo; díl: „Crisis on Infinite Earths, Part 5“                                 |
| 2022–     | Jack Reacher                  | Jack Reacher               | hlavní role                                                                     |